# Rana lenca
Rana lenca é uma espécie de anfíbio anuro da família Ranidae. Está presente nas Honduras. A UICN classificou-a como vulnerável.